# Рой Чоудхурі
Деві Прасад Рой Чоудхурі (*देवी प्रसाद राय चौधरी, 1899 —1975) — індійський художник-реаліст, скульптор, графік.

## Життєпис
Народився у серпні 1899 року у м. Рангпур. Після закінчення школи переїздить до Калькутти, де навчається малюванню у Абаніндранатха Тагора. Згодом переїздить до Лондону, де знайомиться з технікою європейського живопису.
Після поверненню до Індії у 1928 році призначається заступником директора державної школи мистецтв та ремесел у Мадрасі, а у 1929 році — першим директором-індусом. На цій посаді він перебував до 1958 року. У 1954–1960 роках очолює Національну академію мистецтв (Лаліт Кала Академі).

## Творчість
Рой Чоудхурі належав до Бенгальському Відродження. Художник з рівним успіхом працював в живописі, і скульптурі. Наприкінці 1920-х років, відійшовши від «позачасових» тем майстрів бенгальської школи, Чоудхурі звертається до дійсності, створюючи твори соціально-критичного характеру.
У своїй творчості він широко використовував також особливості китайського живопису та японської гравюри, сміливо застосував багато прийомів європейського реалістичного мистецтва. Найбільше художника приваблює зображення подій і явищ, наповнених драматизмом і рухом. Контраст насиченою кольором палітри, смілива динамічність композиційної побудови, романтична схвильованість образотворчого мови відрізняють найкращі твори Чоудхурі. Прикладом можуть служити два варіанти картини «Будівельники доріг», де виразно показаний момент напруженої праці. Худі, майже оголені під палючим сонцем фігурки людей з неймовірним зусиллям довгими дерев'яними жердинами намагаються зрушити з місця важкі кам'яні брили.
Відомою є його робота «Коли починаються дощі» (1953 рік). Виключно тонка за настроєм і з живопису картина Чоудхурі написана в зеленувато-перлинних тонах, насичена живлющою свіжістю грозовою зливи, що звіщає нову Індію.
Низка картин Чоудхурі присвячені життю індійських селян. Деякі з них мовби об'єднані тематичним єдністю, зокрема цикл «Сільська дівчина», «Туман», «Мати». Тут він виявляє себе як чудовий пейзажист, саме в пейзажі художник знаходить мальовничий стиль, найбільш національний за характером.
У скульптурі Чоудхурі значно менш різнобічний і зазвичай прагне передати своє безпосереднє враження від реального явища. У багатофігурної рельєфною композиції «Біля входу в Траванкорський храм» головний інтерес представляє не релігійна тема «благословення жебраків» і не композиційне рішення, зрозуміле скоріше «живописно», ніж скульптурно. Найбільшу цінність цього твору складають окремі образи: бідняків, калік, забитих простих людей, що прийшли до храму і сповнені надії на краще.
Справжньої соціальної значущості, позбавленої наявного в рельєфі нальоту ілюстративності, Рой Чоудхурі досягає в трагічній фігурі матері над тілом своєї померлого дитини («Біженці»). У цьому творі немає нічого зайвого, рішення його підказано самою дійсністю.
У 1950 році Чоудхурі створює велику скульптурну композицію «Тріумф праці». Ця скульптура не була призначена для закритих приміщень, але її не можна назвати і парковою: виконана у натуральну величину група індійців, що налягають на важіль, щоб зрушити кам'яну брилу, виглядає органічно і переконливо тільки в гущі міста, серед людей будуєш, людей праці.
Успішно звертається Чоудхурі і до теми героїчної, як, наприклад, в пам'ятнику семи індійським юнакам, які віддали своє життя за свободу і незалежність Індії, в місті Патна (штат Біхар) (1955–1957).